# Sisu Auto
Sisu Auto – fiński producent pojazdów ciężarowych, wojskowych i specjalistycznych, mający siedzibę w mieście Karis w Finlandii.

## Historia
Firma została założona w 1931 roku. Historia firmy Sisu w armii zaczęła się pod koniec lat 30. Prototyp pierwszego opancerzonego pojazdu powstał w 1938 roku. W 1943 r., w celu produkcji środków transportu dla wojska, została utworzona specjalna spółka Yhteissisu Oy. Wina Yhteissisu Oy pierwszy prototyp pokazała dopiero w 1945 roku, z kolei seryjna produkcja ruszyła w roku 1946. Wraz z zakończeniem II wojny światowej, fińskie siły zbrojne w 1948 anulowały zamówienie. W następnych czterech dziesięcioleciach przedstawiciele sił zbrojnych Finlandii odbierali w fabryce m.in. ciężarówki serii A-45, SA-150 i SA-240 (6×6) oraz transportery gąsienicowe i kołowe, bojowe wozy piechoty w wielu odmianach. W 1998 roku na targach Transport w Helsinkach zadebiutowało 3-osiowe podwozie wysokiej mobilności HMTV 6×6. Pojazd ten miał długą kabinę, wyłącznie pojedyncze ogumienie i ładowność w terenie dochodzącą do 12–15 t. Dwa lata później na tych samych targach firma pokazała większy militarny samochód wysokiej mobilności i dużej ładowności – powiązane konstrukcyjnie z 6x6 4-osiowe podwozie HMTV o ładowności w terenie do 16–18/20 t. W 2002 roku z kolei przeszedł do historii pod znakiem największego eksportowego kontraktu w dotychczasowej historii Sisu Auto. Armia francuska zamówiła aż 110 ciężkich ciągników siodłowo-balastowych E12 6x4. W 2004 na największej na świecie wystawie uzbrojenia w Paryżu pokazano przedstawiciela całkowicie nowej serii, kryjącej się pod oznaczeniem ETP. W 2005 roku na wystawie IDEX w Abu Zabi pojawił się nowy wariant - 8×8.
Od kilku lat firma Sisu, oprócz produkcji własnych pojazdów, jest także przedstawicielem Renault Trucks w Finlandii. Firma Sisu zajmuje się także sprzedażą wszystkich pojazdów użytkowych Renault. W samochodach sprzedawanych pod marką Sisu wykorzystywane są kabiny pochodzące z Renault Premium. Oprócz innej stylistyki przedniej atrapy i logo Sisu kabina nie różni się od tych stosowanych w produktach Renault Trucks. W ofercie ciężarówek marki Sisu znajdują się cztery typy pojazdów oznaczonych symbolami: E 11, E 12, E 18 i HMTU. Trzy pierwsze przeznaczone są dla kupców cywilnych, natomiast model HMTU jest produkowany na potrzeby armii fińskiej, która jest jednym z największych klientów tej marki. W samochodach Sisu montowane są zarówno silniki Renault, jak i jednostki napędowe firmy Cummins i Caterpillar. Do wyboru są silniki o mocach od 345 do 630 KM. W zależności od wersji i wymagań klienta mogą być instalowane skrzynie biegów firm: Eaton, ZF lub Allison. Osie napędowe są natomiast w całości konstrukcją fińską.
Poza Finlandią pojazdy marki Sisu znane są m.in. w Estonii, Litwie, Łotwie, Rosji i Szwecji. Sisu założyła także w Estonii osobną spółkę, specjalizującą się w zakładaniu sieci sprzedaży i serwisu. Ciężarówki Sisu używane są także na Bliskim Wschodzie przez oddziały armii fińskiej działające w misjach pokojowych ONZ. W Polsce samochody Sisu są spotykane sporadycznie i pochodzą z prywatnego importu.
Modele
| Model | Układ napędowy          |
| ----- | ----------------------- |
| E 11  | 4×2, 6×2, 6×4, 8×2, 8×4 |
| E 12  | 4×2, 6×2, 6×4, 8×2, 8×4 |
| E 18  | 6×4, 8×4                |
| HMTU  | 6×6, 8×8                |

## Galeria

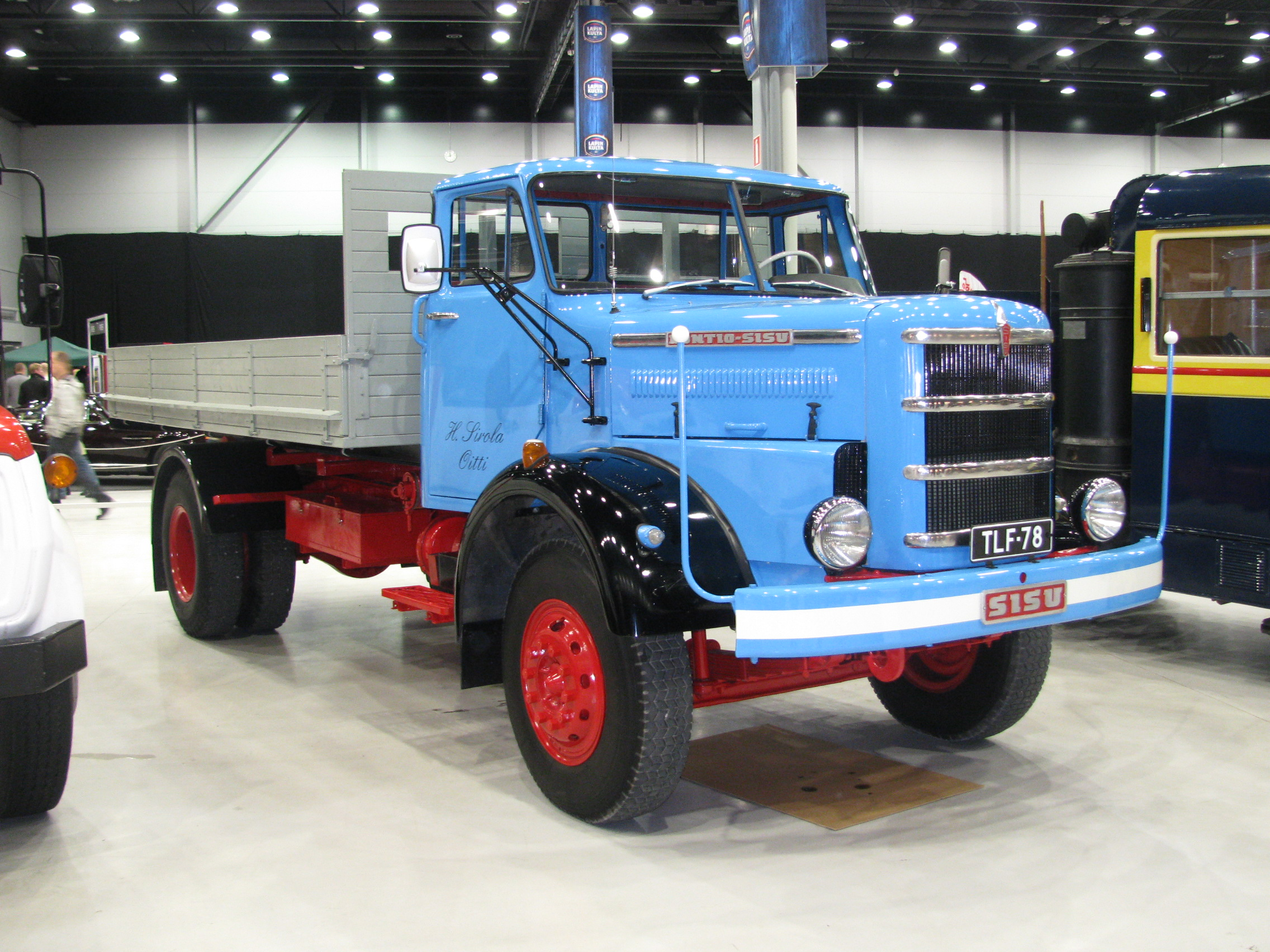
Sisu K138
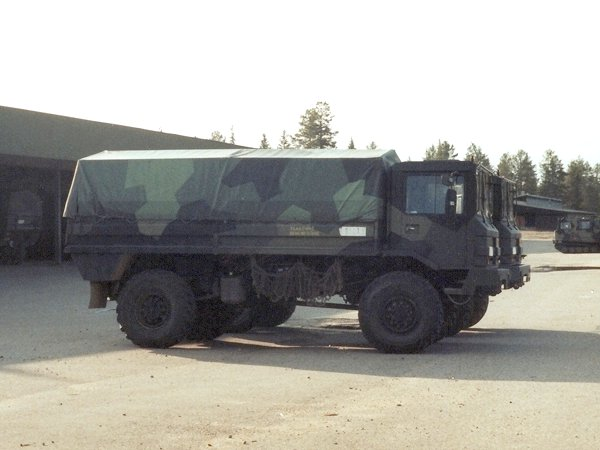
Sisu SA-150VK
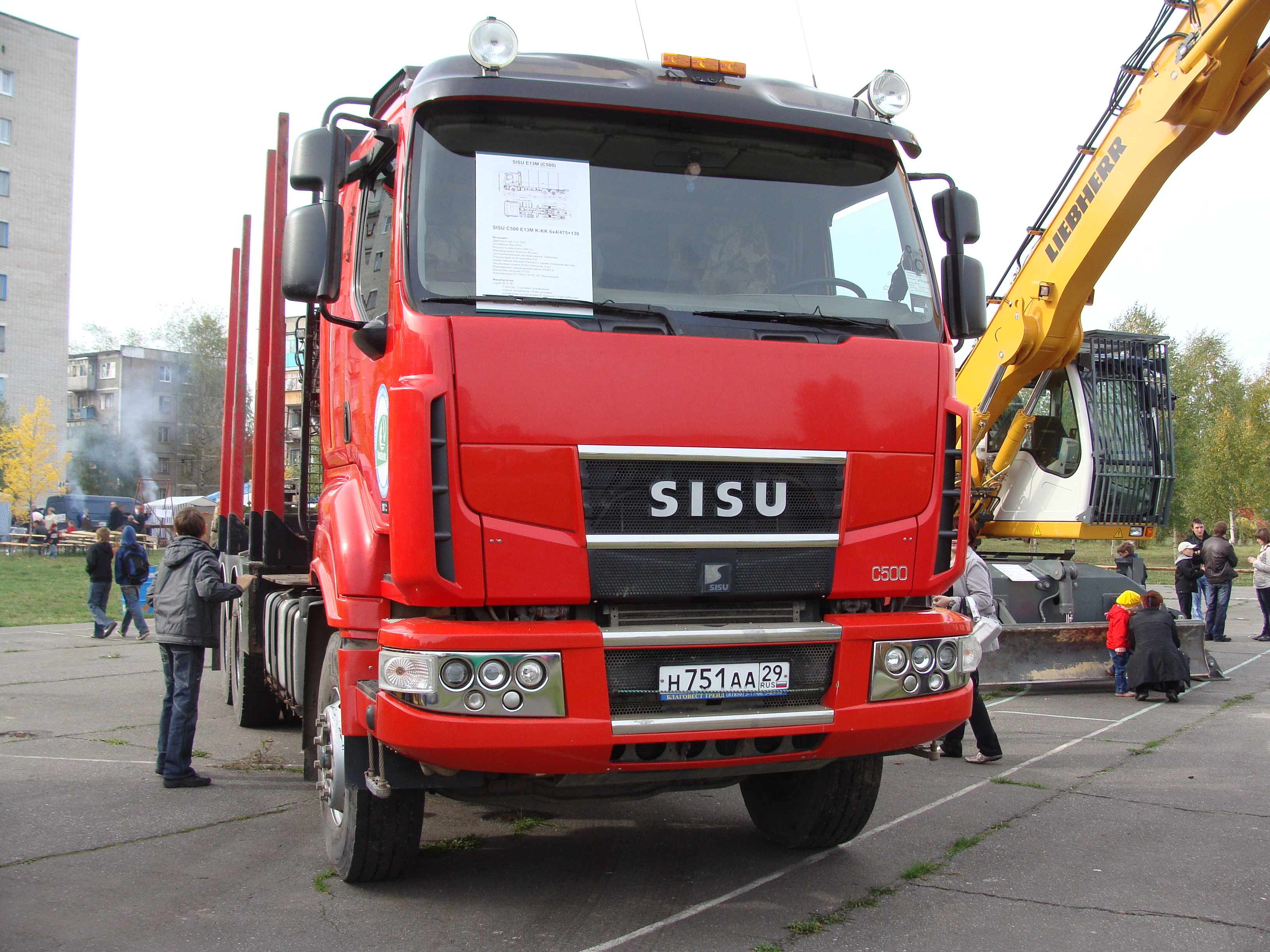
Sisu C500
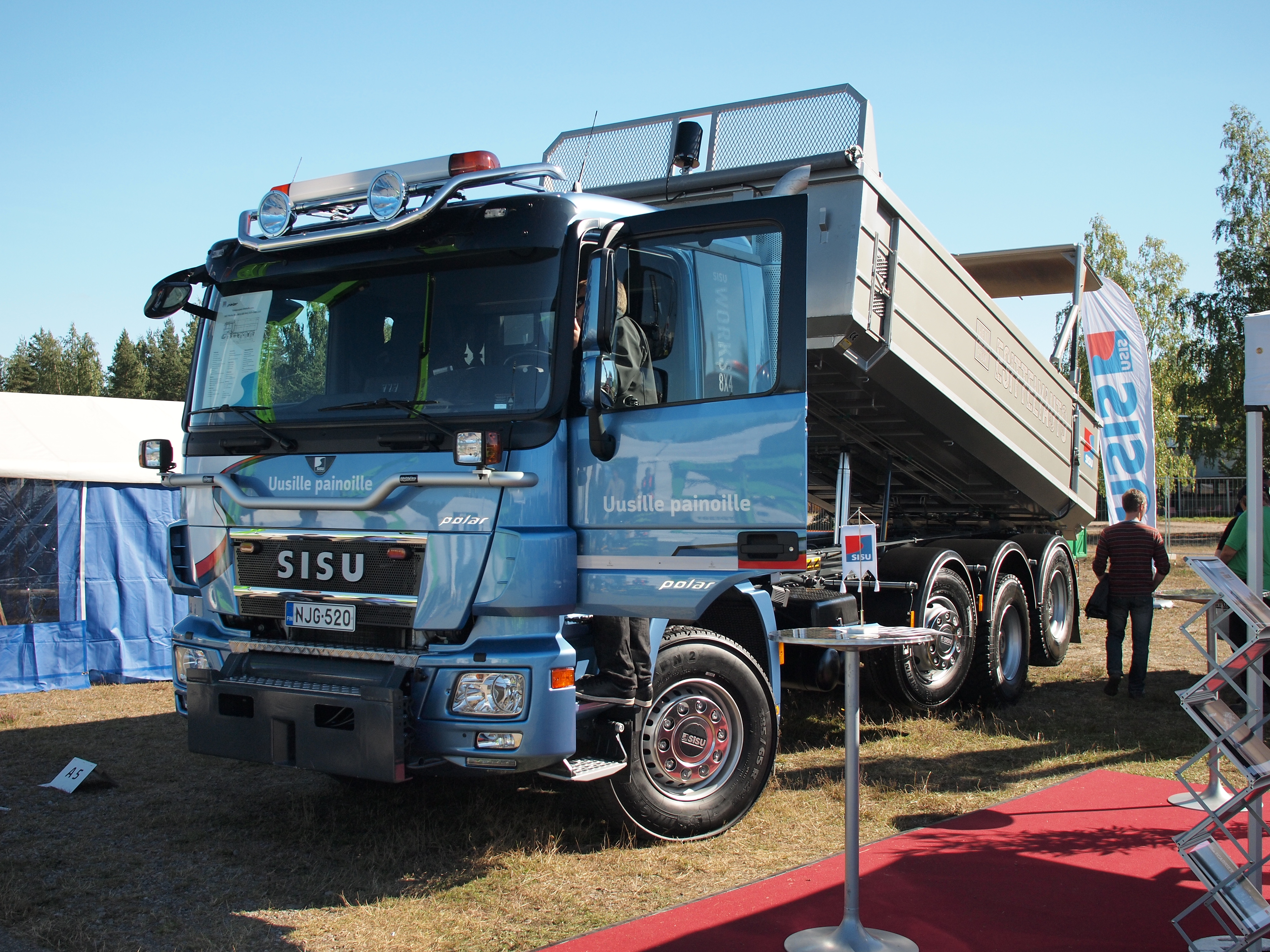
Sisu Polar
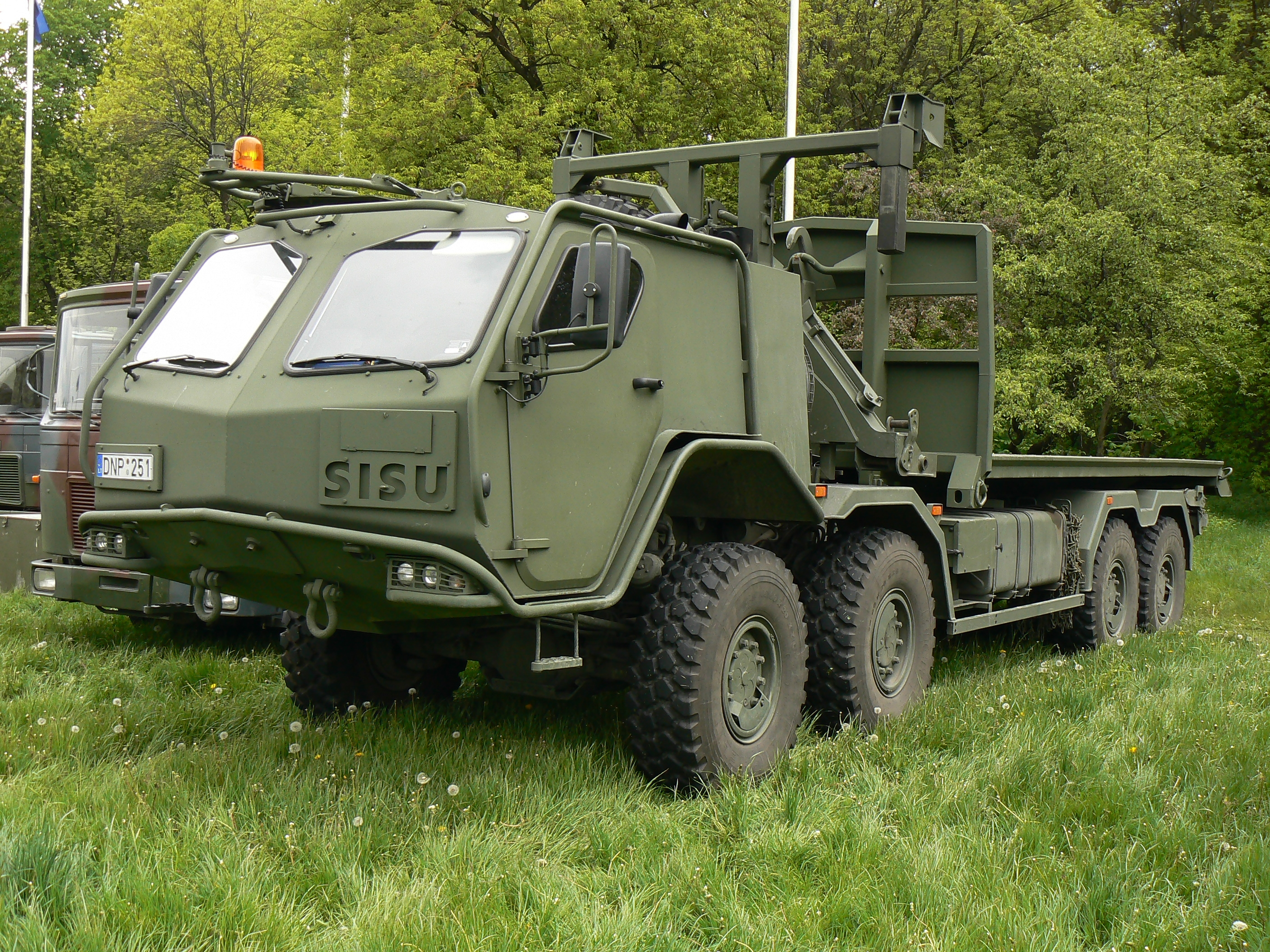
Sisu E13TP
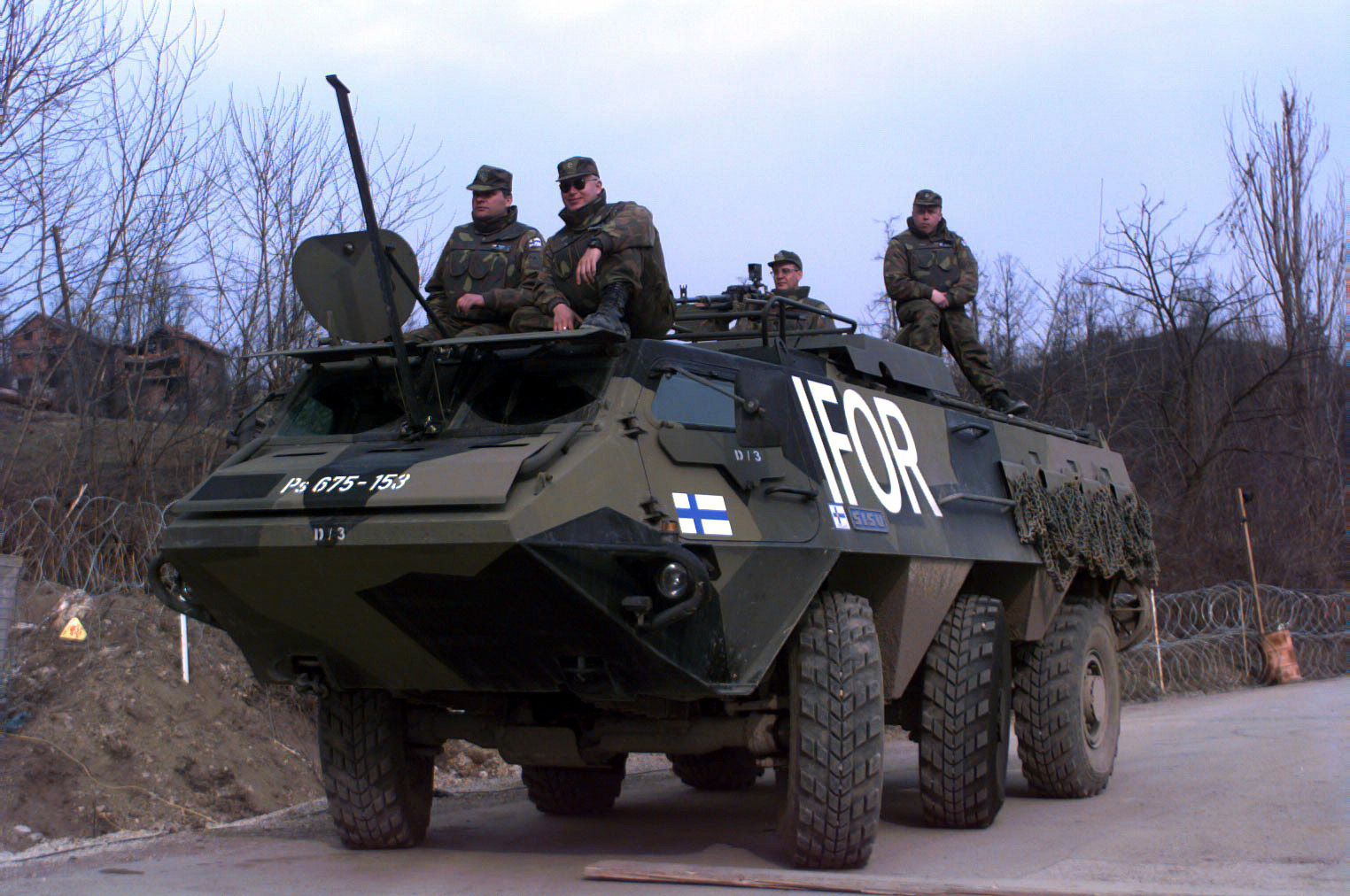
Sisu XA-180